# محاصره آمد (۳۵۹)
محاصرهٔ آمِد هنگامی رخ داد که امپراتوری ساسانی، در زمان پادشاهی شاپور دوم، شهر رومی آمد را در سال ۳۵۹ میلادی به محاصره خود در آورد.
در این نبرد امیانوس مارسلینوس، یک مورخ یونانی از انطاکیه که افسر ارتش روم بود، محاصره شهر آمد را در کتاب خود (Res Gestae) توصیف کرده‌است.

## پیش زمینه

### ساسانیان
هنگامی که شاپور دوم کنترل امپراتوری ساسانی را بدست گرفت، تلاش‌های جدیدی را برای بازپس گرفتن مناطقی که امپراتوری روم تصرف کرده بود، آغار کرد. او پس از شکست دادن اعراب در جنوب، برای مقابله با نیروهای عشایری که برجسته‌ترین آن‌ها خیونان بودند راهی شرق شد. پس از یک نبرد طولانی مدت (۳۵۳-۳۵۸)، خیونان مجبور شدند تا صلح را بپذیرند و پادشاه آن‌ها،گرومبات، شاپور دوم را در جنگ با رومی‌ها همراهی کند. در سال ۳۵۸میلادی رومی‌ها برای جلوگیری از حمله شاپور به بین النهرین شکست خوردند. بنابراین شاپور تصمیم گرفت سال بعد حمله کند. شاپور نبرد غربی را در سال ۳۵۹ آغاز کرد.

### امپراتوری روم
امپراتور کنستانتیوس دوم به‌طور فزاینده‌ای به وفاداری ژنرال اورسیسینوس شک کرده بود. در نتیجه، امپراتور، فرماندهی نیروهای رومی در شرق را به ژنرالش نداد و به جایش او را به سابینیانوس فرستاد. همانطور که خبر حمله ارتش ساسانی گسترش می‌یافت، جمعیت غیرنظامی در منطقه به وحشت می‌افتادند. به دنبال این ترس و وحشت، چندین لژیونر رومی با آشفتگی و ترس از پیشروی نیروهای ساسانی، برای در امان بودن به شهر آمد پناه بردند. این گروه فراری شامل Legio XXX Ulpia Victrix و Legio X Fretensis می‌شدند.

## مقدمات محاصره

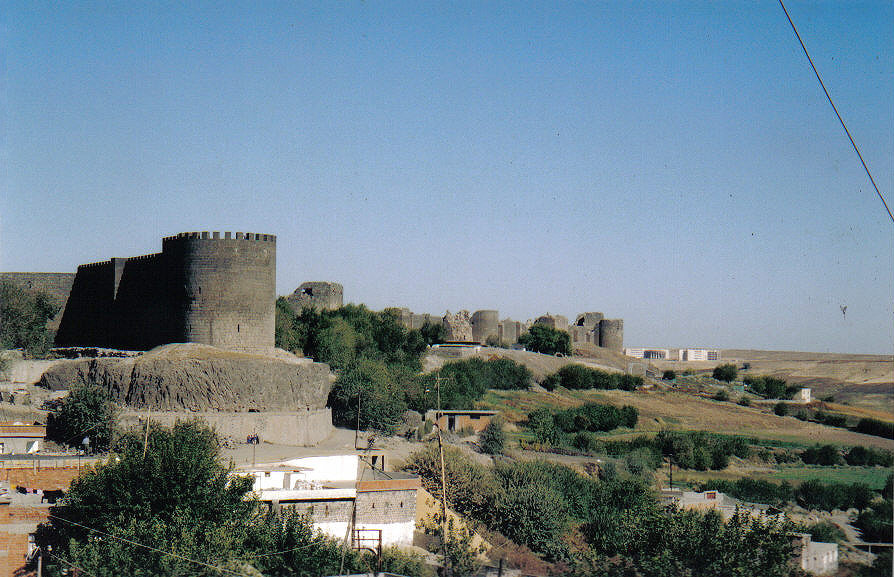
دیوارهای شهر آمد، ساخته شده توسط کنستانتیوس دوم قبل از محاصره شهر آمد در سال ۳۵۹.

به نظر می‌رسد نقشه نیروهای ساسانی، دور زدن قلعه‌های مستحکم (مانند: نصیبین) و سپس حرکت با پاهای پیاده به طرف سوریه بود. وقتی ارتش ساسانی به آمد نزدیک شد، برای حمله به شهر تحریک شد. این واقعه زمانی اتفاق افتاد که پسر گرومبات که در حال بازرسی استحکامات دفاعی شهر آمد بود، به وسیله یک تیرکمان که از پادگان شهر پرتاب شد کشته شد. ارتش ساسانی با برج‌های محاصره‌کننده به طرف شهر حمله ور شد و تلاش کرد شهر را خیلی سریع به تصرف خود در آورد اما تا حد زیادی ناموفق بودند و موفق به کسب یک پیروزی سریع نشدند. شاپور به منظور دلجویی از متحد خود (گرومبات) متعهد بود تا شهر را هر چه زودتر به تصرف خود در آورد.

## محاصره
محاصرهٔ شهر ۷۳روز طول کشید.شاپور چندین بار تلاش کرد شهر را تصرف کند اما هر بار با شکست مواجه می‌شد.بارها، برج‌های محاصره کنندهٔ ارتش ساسانی توسط رومیان به آتش کشیده شدند.در طول محاصره،طاعون در آمد شیوع یافت اما پس از ده روز به وسیلهٔ باران نور از بین رفت.یک روز قبل از تصرف شهر،امیانوس مارسلینوس از ملطیه فرار کرد و پس از آن به انطاکیه بازگشت.

## پیامد
پس از تصرف شهر،شاپور به پیشروی‌های خود ادامه داد و شهر سینگارا را نیز تسخیر کرد و سال بعد قلعه‌های دیگری را به تصرف خود در آورد.در سال ۳۶۳ میلادی،امپراتور ژولیان در راس یک ارتش نیرومند،به سمت تیسفون پیشروی کرد اما در نبردی کشته شد.جانشین او،ژوویان،قرارداد صلحی را امضا کرد که طبق آن ایالت‌های دجله و نصیبین ( مجموعا پنج ایالت)،به امپراتوری ساسانی واگذار گردید و رومی‌ها قول دادند که دیگر در امور ارمنستان دخالت نکنند.